# Polska na Zimowych Igrzyskach Olimpijskich 1956
Polskę na Zimowych Igrzyskach Olimpijskich 1956 reprezentowało 51 zawodników w 6 dyscyplinach.
| Sportowcy | Lp.   | złoto | srebro | brąz | 4 m. | 5 m. | 6 m. | 7 m. | 8 m. | Punkty |
| --------- | ----- | ----- | ------ | ---- | ---- | ---- | ---- | ---- | ---- | ------ |
| 51        | 12-13 | –     | –      | 1    | –    | 1    | –    | –    | 1    | 11     |

## Zdobyte medale
| Medal | Zawodnik                  | Dyscyplina          | Konkurencja   | Rezultat | Data        |
| ----- | ------------------------- | ------------------- | ------------- | -------- | ----------- |
| Brąz  | Franciszek Gąsienica Groń | Kombinacja norweska | indywidualnie | 436,80   | 31 stycznia |

## Występy Polaków

### Bobsleje
- Stefan Ciapała, Aleksander Habela – dwójki, 16. miejsce
- Aleksy Konieczny, Zbigniew Skowroński – dwójki, 19. miejsce
- Stefan Ciapała, Jerzy Olesiak, Józef Szymański, Aleksander Habela – czwórki, 15. miejsce
- Aleksy Konieczny, Zygmunt Konieczny, Włodzimierz Źróbik, Zbigniew Skowroński, Jan Dombrowski (Dombrowski zastąpił kontuzjowanego Skowrońskiego w dwóch ostatnich slizgach)  – czwórki, 21. miejsce

### Hokej na lodzie
- Edward Kocząb, Władysław Pabisz, Henryk Bromowicz, Hilary Skarżyński, Kazimierz Chodakowski, Stanisław Olczyk, Mieczysław Chmura, Zdzisław Nowak, Rudolf Czech, Adolf Wróbel, Alfred Wróbel, Józef Kurek, Szymon Janiczko, Kazimierz Bryniarski, Marian Herda, Janusz Zawadzki, Bronisław Gosztyła – 8. miejsce

### Narciarstwo alpejskie
- Barbara Grocholska – zjazd, 17. miejsce; slalom gigant, 30. miejsce
- Maria Kowalska – zjazd, 19. miejsce; slalom gigant, 20. miejsce; slalom specjalny, 22. miejsce
- Maria Gąsienica Daniel – zjazd, nie ukończyła; slalom gigant, 35. miejsce; slalom specjalny, nie ukończyła
- Andrzej Gąsienica Roj – zjazd, 15. miejsce; slalom gigant, 54. miejsce; slalom specjalny, 23. miejsce
- Jan Zarycki – zjazd, nie ukończył; slalom gigant, 23. miejsce; slalom specjalny, nie ukończył
- Włodzimierz Czarniak – slalom gigant, 28. miejsce
- Józef Marusarz – slalom gigant, 35. miejsce
- Jan Gąsienica Ciaptak – slalom specjalny, 16. miejsce

### Narciarstwo klasyczne
- Maria Gąsienica Bukowa – bieg na 10 km, 16. miejsce
- Józefa Pęksa – bieg na 10 km, 17. miejsce
- Zofia Krzeptowska – bieg na 10 km, 18. miejsce
- Helena Gąsienica Daniel – bieg na 10 km, 24. miejsce
- Maria Gąsienica Bukowa, Józefa Pęksa, Zofia Krzeptowska – sztafeta 3 x 5 km, 5. miejsce
- Tadeusz Kwapień – bieg na 15 km, 16. miejsce; bieg na 30 km, 12. miejsce
- Andrzej Mateja – bieg na 15 km, 23. miejsce
- Józef Rubiś – bieg na 15 km, 34. miejsce; bieg na 30 km, 23. miejsce
- Józef Gąsienica-Sobczak – bieg na 15 km, 44. miejsce
- Stanisław Bukowski – bieg na 30 km, 29. miejsce; bieg na 50 km, 13. miejsce
- Józef Rubiś, Józef Gąsienica-Sobczak, Tadeusz Kwapień, Andrzej Mateja – sztafeta 4 x 10 km, 9. miejsce
- Franciszek Gąsienica Groń – kombinacja norweska, 3. miejsce (brązowy medal)
- Aleksander Kowalski – kombinacja norweska, 15. miejsce
- Józef Daniel Krzeptowski – kombinacja norweska, 29. miejsce
- Jan Raszka – kombinacja norweska, 32. miejsce
- Władysław Tajner – skoki narciarskie, 16.-17. miejsce
- Andrzej Gąsienica Daniel – skoki narciarskie, 20. miejsce
- Roman Gąsienica-Sieczka – skoki narciarskie, 25. miejsce
- Józef Huczek – skoki narciarskie, 30.-32. miejsce